# بد بوی
بدبوی (انگلیسی: Bad Boy) شرکت تجهیزات ورزشی آمریکایی است، که در سال ۱۹۸۲ تأسیس شد.